# Automeris comayaguana
Automeris comayaguana é uma espécie de mariposa do gênero Automeris, da família Saturniidae.
Sua ocorrência foi registrada em Honduras, departamento de Comayagua; P.N. Cerro Azul em Meámbar; 785 m de altitude.